# Francisco Olivares Maldonado
Francisco Olivares Maldonado (1564 – 8 de março de 1632) foi um prelado católico romano que serviu como bispo auxiliar de Toledo (1626-1632).

## Biografia
Francisco Olivares Maldonado nasceu em 1564 em Granada, Espanha, e foi ordenado sacerdote na Ordem de Santo Agostinho. No dia 7 de setembro de 1626, foi nomeado durante o papado de Urbano VIII como Bispo Auxiliar de Toledo e Bispo Titular de Siriensis. Serviu como Bispo Auxiliar de Toledo até à sua morte a 8 de março de 1632. Enquanto bispo, foi o principal co-consagrador de Agustín de Hinojosa y Montalvo, bispo da Nicarágua (1630), Pedro Moya Arjona, bispo de Tui (1631) e Facundo de la Torre, Arcebispo de São Domingos (1632).